# دنی کد
دنی کد (انگلیسی: Danny Coid؛ زادهٔ ۳ اکتبر ۱۹۸۱) بازیکن فوتبال اهل بریتانیا است.
از باشگاه‌هایی که در آن بازی کرده‌است می‌توان به باشگاه فوتبال کندال تاون، باشگاه فوتبال آکرینگتون استنلی، باشگاه فوتبال روترهام یونایتد، و باشگاه فوتبال بلکپول اشاره کرد.